# 월터 다울링
월터 다울링(Walter C. Dowling, 1905년 8월 4일 ~ 1977년 7월 1일)은 제4대 대한민국 주재 미국 대사이다.

## 참고
- NNDB 프로필